# 南非魮
南非魮（学名：Labeobarbus natalensis）为輻鰭魚綱鯉形目鲤科的其中一種，分布於非洲南非，體長可達68.3公分，棲息在淺層水域，具溯河習性，繁殖期在夏季，屬雜食性，以藻類、昆蟲、甲殼類等為食，可做為遊釣魚。